# 8-я Словенская ударная бригада
8-я Словенская народно-освободительная ударная бригада имени Франа Левстика (сербохорв. Осма словеначка народноослободилачка ударна бригада „Фран Левстик“ / Osma slovenačka narodnooslobodilačka udarna brigada "Fran Levstik", словен. 8. slovenska narodnoosvobodilna udarna brigada «Fran Levstik») — словенское подразделение Народно-освободительной армии Югославии. Была названа в честь писателя Франа Левстика. Образована 10 сентября 1943 в Доленьске-Топлице на основе Левстикова батальона.